# Insatiable
Insatiable är en ballad som är skriven och producerad av Darren Hayes och 
Walter Afanasieff. Den släpptes som singel den 14 januari 2002 och finns med på Hayes debutsoloalbum SPIN. Den handlar om romantisk kärlek mellan två personer. Den har även mixats om och finns i fyra versioner.

## Låtlista
- Australien, CD1

1. "Insatiable" (Album Version) – 5:10
2. "Falling at Your Feet" (Original Demo Recording) – 4:59
3. "Ride" (Original Demo Recording) – 4:49

- Australien, CD2 - The Remixes

1. "Insatiable" (Album Version) – 5:10
2. "Insatiable" (Calderone Club Mix) – 9:52
3. "Insatiable" (Pablo Larosa's Funktified Mix) – 6:38
4. "Insatiable" (Specificus 'Insomniac' Mix) – 5:57
5. "Insatiable" ('dp versus Darren Hayes' Mix) – 5:47
6. "Insatiable" (Specificus 'Let It Go' Mix) - 5:07

- Storbritannien, CD1

1. "Insatiable" (Album Version) – 5:10
2. "Falling at Your Feet" (Original Demo Recording) – 4:59
3. "Insatiable" (Specificus 'Insomniac' Mix) – 5:57
4. "Insatiable" (Video)

- Storbritannien, CD2

1. "Insatiable" (Album Version) – 5:10
2. "Ride" (Original Demo Recording) – 4:49
3. "Insatiable" (Calderone Radio Edit) – 6:30

- Storbritannien, kassett

1. "Insatiable" (Album Version) – 5:10
2. "Insatiable" (Metro Mix) - 6:20